# Népstadion 1994 Omegakoncert – No. 1. Vizesblokk
Népstadion 1994 Omegakoncert – No. 1. Vizesblokk („Az Ezüst Eső”) címmel jelent meg CD-n az Omega együttes 1994. szeptember 3-i Népstadion-beli koncertjének első feléről készül felvétel. Az alcím a koncert alatti időjárásra utal.
Az album folytatása a Népstadion 1994 Omegakoncert – No. 2. Szárazblokk. Ezen kívül VHS-en és DVD-n is jelent meg felvétel a koncertről.

## Dalok
1. Nyitány (Omega)
2. Gammapolis I. (Omega – Várszegi Gábor)
3. A bűvész (Molnár György – Kóbor János – Sülyi Péter)
4. Életfogytig rock and roll (Omega – Sülyi Péter)
5. Ezüst eső (Omega – Várszegi Gábor)
6. 10 000 lépés (Presser Gábor – Adamis Anna) – ének: Presser Gábor
7. Ismertem egy lányt (Presser Gábor – Adamis Anna)
8. Sötét a város (Presser Gábor – Adamis Anna)
9. Égi vándor (Omega – Várszegi Gábor)
10. Léna (Omega – Várszegi Gábor)
11. (Start -) Napot hoztam, csillagot (Omega – Sülyi Péter)

## Közreműködtek
- Benkő László – billentyűs hangszerek, vokál
- Debreczeni Ferenc – dob, ütőhangszerek
- Kóbor János – ének
- Mihály Tamás – basszusgitár, vokál
- Molnár György – gitár

valamint
- Presser Gábor (ex-Omega) – zongora, ének
- Szekeres Tamás – gitár
- Debreczeni Csaba – ütőhangszerek
- Vinnay Péter – billentyűs hangszerek
- Tunyogi Bernadett, Tunyogi Orsolya, Hastó Zsolt, Szolnoki Péter – vokál

## Egyéb felvételek a koncertről
- Népstadion 1994 Omegakoncert – No. 2. Szárazblokk – CD, a koncert második fele (1994)
- Az Omega összes koncertfelvétele 2. – CD 3. Népstadion 1994 (válogatás a két CD anyagából) (1996)
- Omegakoncert Népstadion 1994 – dupla VHS
- Omega-koncert Népstadion 1994 – Az igazi választás – DVD
- Bulik másképpen – DVD, előkészületek, lemaradt dalok

## Toplistás szereplése
Az album a Mahasz Top 40-es eladási listáján 16 héten át szerepelt, legjobb helyezése 18. volt.